# (3093) Bergholz
(3093) Bergholz ist ein Asteroid des Hauptgürtels, der am 28. Juni 1971 von der sowjetischen Astronomin Tamara Michailowna Smirnowa am Krim-Observatorium in Nautschnyj (IAU-Code 095) in der Ukraine entdeckt wurde.
Der Asteroid wurde nach der russischen Schriftstellerin Olga Fjodorowna Bergholz (1910–1975) benannt, die während der Leningrader Blockade im Zweiten Weltkrieg den Eingeschlossenen durch Rundfunkansprachen Mut machte. Diese Übertragungen wurden 1946 zu einem Band Goworit Leningrad (Hier spricht Leningrad) zusammengefasst.